# Sebastian Jung
Sebastian Alexander Jung (Königstein im Taunus, 22 de junho de 1990) é um futebolista alemão que atua como lateral-direito. Atualmente, joga pelo Karlsruher.

## Carreira
Jung começou a carreira no Eintracht Frankfurt.